# Edmund Weil
Edmund Weil (* 16. April 1879 in Neustadtl; † 15. Juni 1922 in Prag) war ein deutschböhmischer-österreichischer Bakteriologe.

## Leben und Wirken
Weil wirkte nach seinem Studium der Medizin an der medizinischen Fakultät der Deutschen Universität Prag dort weiter und erhielt 1914 eine Berufung zum außerordentliche Professor für Hygiene.
Bereits 1911 beschrieb er in der Wiener klinischen Wochenschrift (Heft 24, S. 335) gemeinsam mit dem Neuropsychologen Viktor Kafka, der zu dieser Zeit als Assistent an der psychiatrischen Klinik der deutschen Fakultät wirkte, eine bisher unbekannte bakteriologische Reaktion, die die Bezeichnung Weil-Kafka-Reaktion bzw. Hämolysinreaktion erhielt.
Mit Arthur Felix entwickelte er über die Erkennung von Rickettsien im Urin eine neue Nachweismethode für Fleckfiebererkrankungen, die als Weil-Felix-Reaktion bekannt und erstmals in der Wiener klinischen Wochenschrift von 1916 (Heft 29, fol. 33) beschrieben wurde. Auch in späterer Jahren war er als Serologe tätig.